# Tasso di ospedalizzazione
Il tasso di ospedalizzazione (genericamente indicata per 100.000) è un indicatore normalmente utilizzato nell'analisi dei dati di ospedalizzazione.

## Calcolo
Viene calcolato dividendo il numero dei ricoveri diviso il numero complessivo della popolazione afferente alla struttura sotto esame. Il tutto moltiplicato per 100.000.
Più precisamente il numero di ricoveri è costituito dal totale dei ricoveri per causa, indipendentemente dal regime di ricovero (ordinario o day hospital) e dal numero di volte in cui un soggetto viene ricoverato.
Il ricovero, in pratica, viene identificato dalla compilazione di una SDO (Scheda di Dimissione Ospedaliera). Il ricovero in regime di day hospital viene invece contato una sola volta fintanto che la cartella di ricovero non viene chiusa, indipendentemente dal numero di accessi.
Concludendo questo indicatore esprime il numero di ricoveri medio annuale per causa che si verifica ogni 100.000 residenti, e rappresenta la più comune misura dell'impatto esercitato da una causa di ricovero sulla popolazione.